# Provincia Lucca
Lucca este o provincie în regiunea Toscana în Italia.